# Prosper de Barante

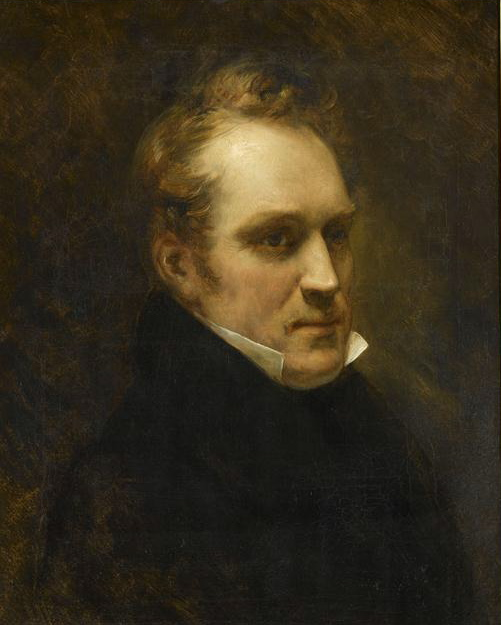
Prosper de Barante

Amable-Guillaume-Prosper Brugière, baron de Barante (Riom, 10 juni 1782 - Dorat, 22 november 1866) was een Frans staatsman en historicus.

## Leven
Barante, geboren te Riom, Puy-de-Dôme, begon als zestienjarige een ingenieurstudie aan de École polytechnique in Parijs. Na het beëindigen van zijn studie trad hij in staatsdienst en wist hij zich op te werken ten tijde van Napoleon I tot prefect. Deze functie bekleedde hij eerst in de Vendée en dan later in de Loire-Inférieure. Na 1815 werd hij parlementslid en enige jaren lid van de Conseil d'Etat. Onder koning Louis-Philippe werd Barante nog ambassadeur: eerst in Turijn en later in Sint-Petersburg. De revolutie van 1848 betekende voor Barante het einde van zijn politieke en diplomatieke carrière. Nadien wijdde hij zijn leven aan het schrijven van historische en politieke werken.

## Werken
Zijn blijvende roem als romantisch historicus kwam verder uit zijn werk de Histoire des Ducs de Bourgogne de la Maison de Valois 1364-1477. Het werk verscheen in verscheidene volumes tussen 1824 en 1828 en zou hem het lidmaatschap van de Académie français opleveren.
- een Tableau de la littérature française au dix-huitième siècle, waarvan verschillende edities gepubliceerd zijn
- Des communes et de l'aristocratie (1821)
- een Franse vertaling van de dramatische werken van Schiller
- Questions constitutionnelles (1850)
- Histoire de la Convention Nationale, die verscheen in zes volumes tussen 1851 en 1853.
- Histoire du Directoire de la République française (1855)
- Études historiques et biographiques (1857)
- La Vie politique de M. Royer-Collard (1861)

- Biblioteca Nacional de España: XX1079234
- Bibliothèque nationale de France: cb12462483g (data)
- Catàleg d'autoritats de noms i títols de Catalunya: 981058527922206706
- Gemeinsame Normdatei: 116050314
- International Standard Name Identifier: 0000 0001 0856 0203
- Library of Congress Control Number: n87933818
- Base Léonore: LH//378/57
- Nationale Bibliotheek van Tsjechië: jx20080417004
- Nationale bibliotheek van Australië: 35013365
- Nationale Bibliotheek van Israël: 987007258388905171
- Nederlandse Thesaurus van Auteursnamen: 06998848X
- Istituto Centrale per il Catalogo Unico: IEIV021510
- SNAC: w6sv0r31
- Système universitaire de documentation: 033800499
- Trove: 789906
- Virtual International Authority File: 24699301